# Platypalpus wuorentausi
Platypalpus wuorentausi är en tvåvingeart som beskrevs av Frey 1943. Platypalpus wuorentausi ingår i släktet Platypalpus, och familjen puckeldansflugor. Inga underarter finns listade.